# Route nationale 21d
La route nationale 21d ou RN 21d était une route nationale française reliant Gèdre à Héas. À la suite de la réforme de 1972, elle a été déclassée en RD 922.

## Ancien tracé de Gèdre à Héas (N21d)
- Gèdre
- Héas

L'ancien tracé commençait à l'intersection de la D 921 à Gèdre, longeait le gave de Héas au fond de la vallée de Héas jusqu'au pont de Souarrouy puis à l'intersection de la D176 qui monte en direction du lac des Gloriettes. On traversait le hameau de Héas vers l'auberge du Maillet puis enfin se terminait au parking du cirque de Troumouse.

## Actuel tracé de Gèdre à Héas (D 922)
Depuis 2004 l'actuel tracé démarre à l'intersection de la D 921 pour se terminer en amont du hameau de Héas à l’accès de la colonie de vacances d'Aguila.

## Descriptif

### Longueur
L'itinéraire présente une longueur de 7,2 km.

### Nombre de voies
La RD 922 est sur la totalité de son tracé bidirectionnelle à deux voies.

### Tracé
Elle est entièrement dans le Pays des Vallées des Gaves en pays Toy.

## Gestion, entretien et exploitation

### Organisation territoriale
En 2021, les services routiers départementaux sont organisés en cinq agences techniques départementales et 25 centres d'exploitation qui ont pour responsabilité l’entretien et l’exploitation des routes départementales de leur territoire.
La RD 922 dépend de l'agence du Pays de Lourdes et du centre d'exploitation de Gavarnie

### Exploitation
En saison hivernale, la route est barrée et interdite à toute circulation.

## Galerie

Sélection de vues de la route.
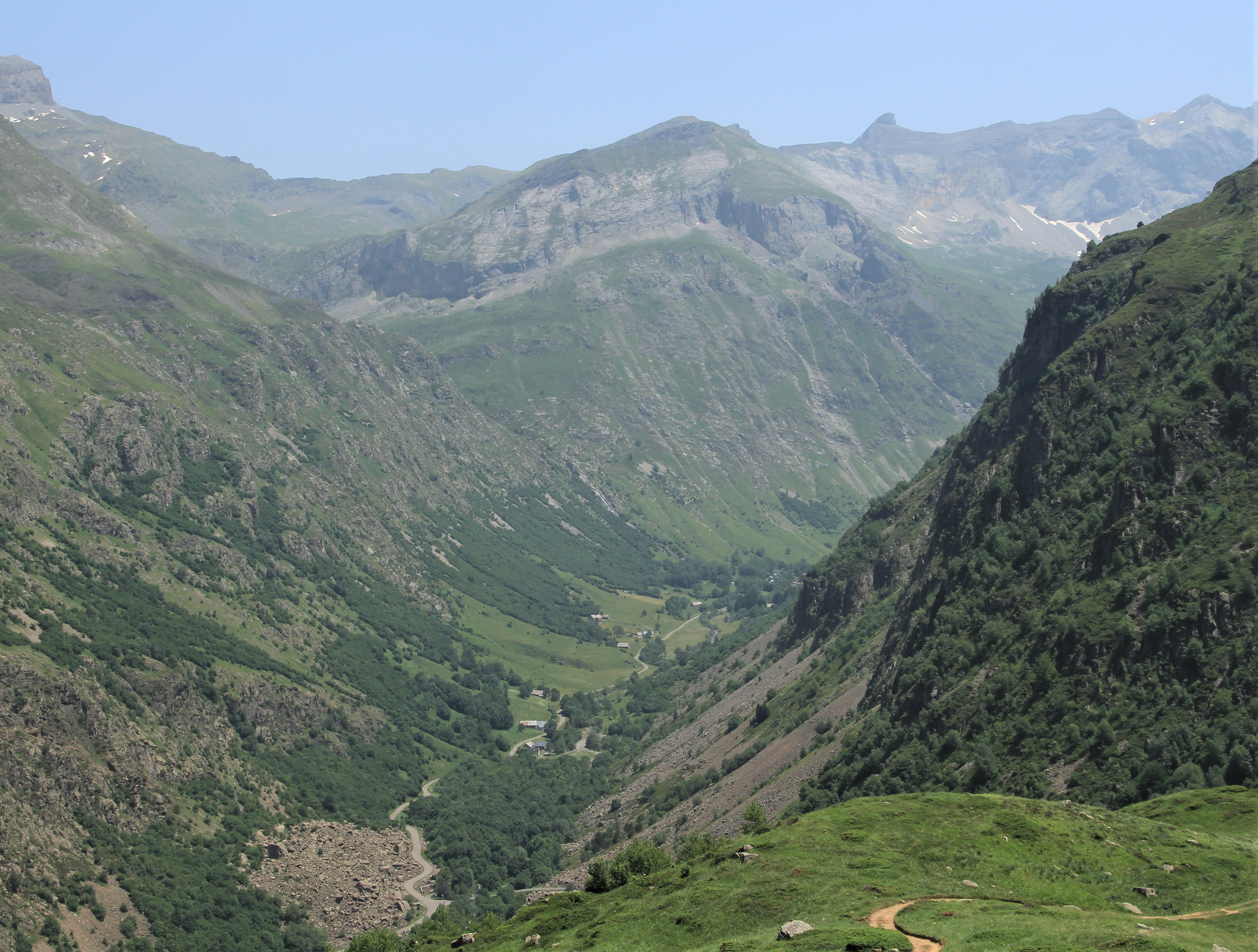
Partie finale de la route.
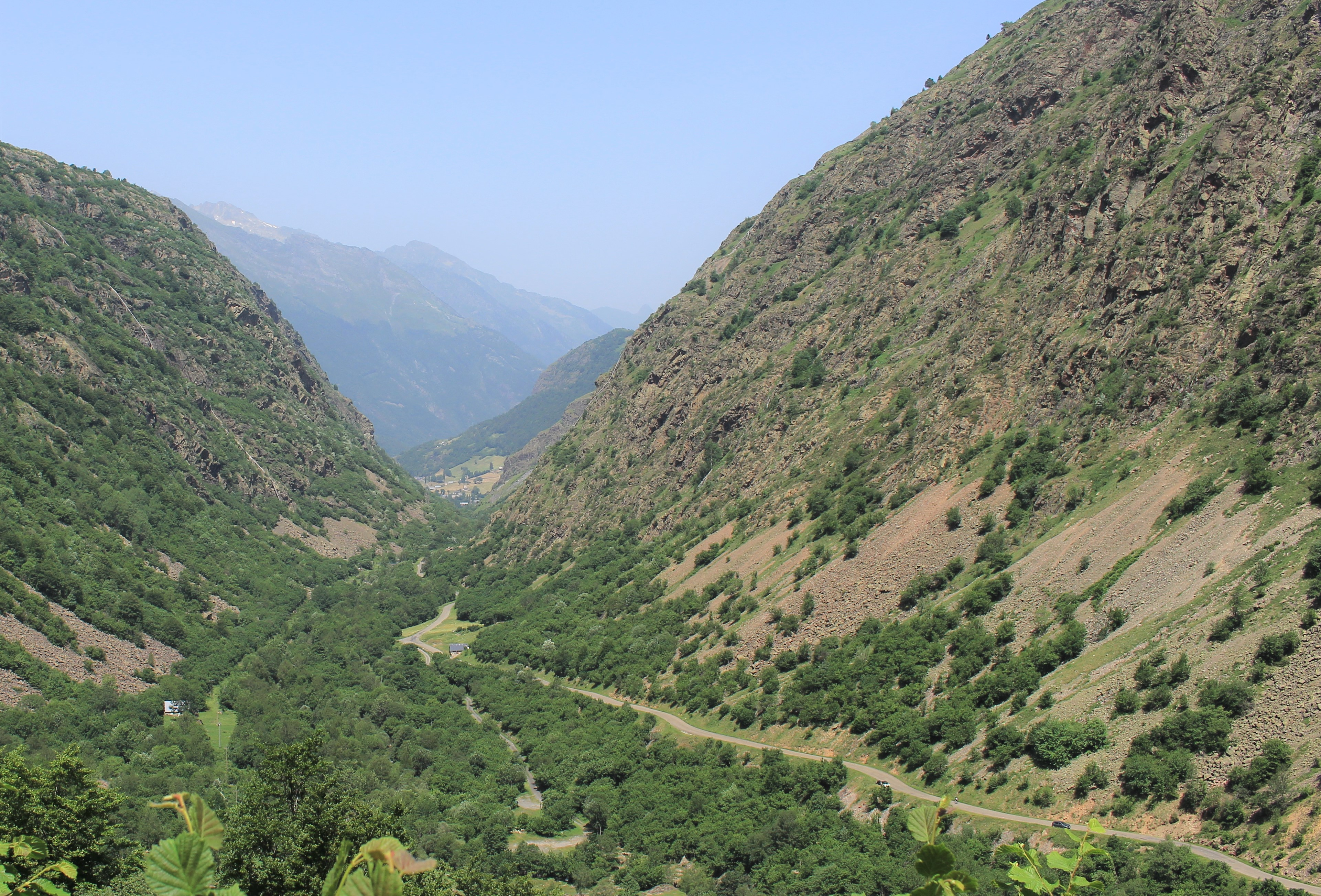
Partie centrale de la route.